# Dancin' Homer
«Dancin' Homer», llamado «Homer, el bailón» en España y «Homero el animador» en Hispanoamérica, es el quinto episodio correspondiente a la segunda temporada de la serie animada Los Simpson, emitida originalmente el 8 de noviembre de 1990. El episodio fue escrito por Ken Levine y David Isaacs, y dirigido por Mark Kirkland. Las estrellas invitadas fueron Tony Bennett, Tom Poston y Ken Levine.

## Sinopsis
Todo comienza una noche cuando, en la taberna de Moe, Homer cuenta una historia sobre cómo había obtenido (y luego perdido) el empleo de su vida. Todo había empezado en una Reunión de Empleados, Esposas e Hijos de la Planta Nuclear, llevada a cabo en un juego de los Isótopos de Springfield, el equipo de béisbol regional. En el partido, el Sr. Burns se sienta con Homer, y ambos se preparan para ver perder al equipo, ya que lo habían hecho durante 26 partidos consecutivos, creando así la mayor racha perdedora en el béisbol profesional de la historia. Sin embargo, cuando Homer se pone de pie y hace que la tribuna aliente al equipo, impulsándola con un baile, los Isótopos ganan el partido.
Luego de su gran actuación, Homer se convierte en la mascota de los Isótopos de Springfield, y lo llaman Dancin' Homer en la versión original. Gracias a su espíritu, los Isótopos ganan más y más partidos, hasta que Homer es ascendido por Antoine "Tex" O'Hara, para alentar al equipo en la Ciudad Capital.
Los Simpson empacan sus cosas, le dicen adiós a sus amigos y se mudan a la gran ciudad. Homer se pone nervioso, ya que sería la primera presentación ante un público muy numeroso, y, además, compartiría el escenario con la mascota legendaria de la Capital, el Pelmazote de Capital City (Pifiabolas en Hispanoamérica, Goofball en la versión original), quien le transmite confianza antes de salir a escena. En su primera actuación se desenvuelve con normalidad, pero resulta ser un desastre porque los gustos de los aficionados de Ciudad Capital son bastante más sofisticados que los de Springfield, y lo critican como un espectáculo aburrido para ellos. Pronto es echado del escenario y luego, despedido del trabajo.
Homer, tristemente, termina su historia, y descubre que sus compañeros del bar están aún muy impresionados con él, pidiéndole que contara la historia de nuevo.